# هيلويزا بينهيرو
هيلويزا إنيدا بايس بينتو مينديس بينهيرو (ولدت في 7 يوليو 1945) والمعروفة باسم Helô Pinheiro، عارضة أزياء سابقة وسيدة أعمال برازيلية.

## روابط خارجية
- هيلويزا بينهيرو على موقع IMDb (الإنجليزية)
- هيلويزا بينهيرو على موقع قاعدة بيانات الفيلم (الإنجليزية)

- الموقع الرسمي
- هيلويزا بينهيرو في قاعدة بيانات الأفلام على الإنترنت